# 帕克霍爾 (馬里蘭州)
帕克霍爾（英語：Park Hall）是位於美國馬里蘭州華盛頓縣的一個非建制地區。

## 地理
帕克霍爾所處的海拔為高於海平面220米（即722英呎），而該地所採用的時區為UTC-5，即北美东部時區（EST）。同時該地設有夏令時間，為UTC-5調快一小時，即UTC-4（EDT）。